# ゴート (2016年の映画)
『ゴート』（原題:Goat）は2016年に公開されたアメリカ合衆国のドラマ映画である。監督はアンドリュー・ニール、主演はベン・シュネッツァーが務めた。本作はブラッド・ランドが2004年に発表した自叙伝『Goat: A memoir』を原作としている。
なお、本作は日本国内で劇場公開されなかったが、スターチャンネルで放送されたことがある。

## ストーリー
集団暴行事件で受けた傷が回復したため、19歳のブラッド・ランドはようやく普通の生活に戻ることができた。大学に進学したブラッドは兄のブレットからフラタニティ、ファイ・シグマ・ミューへの入会を勧められた。「人気者になれる」「生涯の友人ができる」「ならず者から守ってもらえる」という誘い文句に惹かれ、ブラッドはファイ・シグマ・ミューに入会することにした。早速、ブラッドは入会の儀式を受けることになったが、そこは「少年を真の男にする」という名目で、先輩が新入会員に精神的・身体的暴力を加える場だった。先輩は新入会員たちを森の中に呼び集め、「ここでビールの大瓶を一気飲みしろ。もし失敗するようなことがあれば、罰としてヤギと性交してもらう」と言い放った。新入会員たちは震え上がり、必死の思いで一気飲みをした。儀式終了後、先輩たちは「これで試練は終了だ」と言った。その後、ブラッドとブレットは儀式をめぐって口論になり、ブレットは「儀式中のお前の振る舞いを聞き知ったが、あれでは俺たちの一員と認めるわけにはいかない」とブラッドに言い放った。
その後も、先輩たちは事あるごとに新入会員たちに暴力を振るった。そんなある日、新入会員の1人、ウィルが運動中に心臓発作で亡くなってしまった。ウィルの遺体には打撲傷が何カ所もあったため、大学はファイ・シグマ・ミューを調査するための委員会を立ち上げた。ファイ・シグマ・ミューは暴行の事実を隠蔽しようとしたが、何者かが委員会に密告したため、同会は活動停止処分を下された。ファイ・シグマ・ミューの幹部たちは「ブラッドが密告者に違いない」と考え、報復として、男子寮にあるブラッドの部屋にヤギの糞を撒き散らした。
ファイ・シグマ・ミューのメンバーの怒りはそれだけでは収まらず、ブラッドを会合に呼び出して糾弾した。しかし、暴行の事実を密告したのはブラッドではなく、幹部たちが予想もしていなかった人物であった。

## キャスト
- ベン・シュネッツァー - ブラッド・ランド
- ニック・ジョナス - ブレット・ランド
- ダニエル・フラハティ - ウィル
- ガス・ハルパー - チャンス
- ヴァージニア・ガードナー - リア
- ジェームズ・フランコ - ミッチ
- オースティン・ライオン - デイヴ
- ジェイク・ピッキング - ディクソン・ローリー
- ブロック・ユーリック - ウェス
- ウィル・プーレン - ザ・スマイル
- エリック・ステイヴズ - ベン・ベイティ
- チェイス・クロフォード - 新入会員
- ジャマール・ジャクソン - ザ・ブレス

## 製作
2014年10月1日、アンドリュー・ニールが本作の監督に起用されたとの報道があった。2015年5月4日、本作の主要撮影がオハイオ州フィニータウンで始まった。5日、ヴァージニア・ガードナーがキャスト入りした。

## 公開・マーケティング
2015年12月2日、本作の劇中写真が初めて公開された。2016年1月22日、本作はサンダンス映画祭でプレミア上映された。29日、パラマウント・ホームビデオが本作の全世界配給権を購入したと報じられた。2月12日、本作は第66回ベルリン国際映画祭のパノラマ部門で上映された。7月6日、本作のオフィシャル・トレイラーが公開された。

## 評価
本作は批評家から好意的に評価されている。映画批評集積サイトのRotten Tomatoesには75件のレビューがあり、批評家支持率は79%、平均点は10点満点で6.53点となっている。サイト側による批評家の見解の要約は「『ゴート』は気軽に鑑賞できる作品ではない。しかし、同作が扱っている題材は観客の思考を喚起するものであり、出演者には才能ある俳優たちが揃っている。また、全編を通して緊張が張り詰めている。それ故、同作の過酷さに耐える意欲のある観客にとっては見応えのある作品に仕上がっている。」となっている。また、Metacriticには25件のレビューがあり、加重平均値は64/100となっている。